# 林忠正

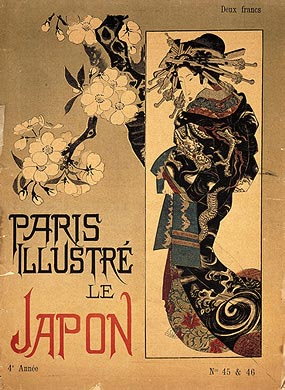
林が執筆した絵入り雑誌『パリ・イリュストレ』誌の日本特集号(1886年5月)。日本人自身による初の西欧向け日本紹介記事であった

林 忠正（はやし ただまさ、1853年12月7日（嘉永6年11月7日） - 1906年（明治39年）4月10日）は、明治時代に活躍した日本の美術商。越中国高岡（現在の富山県高岡市）出身。
1878年（明治11年）に渡仏。多くの芸術的天才を生んだ19世紀末のパリに本拠を置き、オランダ、ベルギー、ドイツ、イギリス、アメリカ合衆国、中国（清）などを巡って、日本美術品を売り捌いた。美術品の販売ばかりではなく、日本文化や美術の紹介にも努め、研究者の仕事を助けたり、各国博物館の日本美術品の整理の担当をしたりした。1900年（明治33年）のパリ万国博覧会では日本事務局の事務官長を務めた。その文化的貢献に対し、フランス政府からは1894年（明治27年）に「教育文化功労章2級」を、1900年（明治33年）に「教育文化功労章1級」及び「レジオン・ドヌール3等章」を贈られた。また、浮世絵からヒントを得て、新しい絵画を創りつつあった印象派の画家たちと親交を結び、日本に初めて印象派の作品を紹介した。1883年（明治16年）に亡くなったエドゥアール・マネと親しんだのも、日本人では彼一人である。1905年（明治38年）の帰国に際し、500点もの印象派のコレクションを持ち帰り、自らの手で西洋近代美術館を建てようと計画したが、その翌年に果たせぬまま東京で病没した。52歳没。

## 幼年期から渡仏、開店まで
1853年（嘉永6年）、百万石前田藩領の越中国高岡（現・富山県高岡市）の蘭方外科医・長崎言定の次男として生まれた。幼名、志芸二（しげじ）。祖父の長崎浩斎は著名な蘭学者であり、幼い頃から日本国外への憧れを育てられた。1870年（明治3年）、明治維新を機に富山藩大参事に就任した従兄の富山藩士・林太仲の養嗣子となり、「林忠正」を名乗る。翌1871年（明治4年）、富山藩貢進生（各藩の俊秀を藩費で大学南校に学ばせる制度）として上京し、大学南校に入学。大学南校は1873年（明治6年）に改編されて「開成学校」となり、1877年（明治10年）には「東京大学」と改称した。授業はお雇い外国人教師により、すべて外国語で行われた。1878年（明治11年）、パリで行われる万国博覧会に参加する官製の貿易商社である「起立工商会社」の通訳として渡仏した。すでに1875年（明治8年）、従兄の磯部四郎がパリ大学に留学していたこともあり、大学を中退して憧れのフランスに渡った。当時のパリでは日本美術への人気が高く、博覧会でも日本の工芸品は飛ぶように売れた。トロカデロ宮殿（現・シャイヨ宮）内の「歴史館」では各国の参考品が展示され、特に日本に興味を持つ印象派の画家や評論家などは連日、日本の展示物を見物に来ていた。林はそこに立って、流暢なフランス語で詳しく説明した。その熱のこもった解説を通じて彼らとの親密な交友が始まり、その友情は林の死の日までも続いた。博覧会の後もパリに残った林は、1881年（明治14年）頃から美術の仕事に戻り、元起立工商会社の副社長・若井兼三郎とともに、美術雑誌の主筆ルイ・ゴンスの『日本美術』（全2巻。1883年（明治16年）に刊行、1885年（明治18年）に改訂）の著述を手伝うことになった。林はこの大きな仕事によって、日本美術を体系的に学び、また日本工芸の第一人者若井から鑑定の知識や資料も譲り受けた。ゴンスは著書の冒頭で林の能力を高く評価し、協力への感謝を記している。1884年（明治17年）1月、「日本美術の情報と案内」と銘打った美術店を開く。林の日本文化の豊富な知識と人柄に魅せられた日本美術愛好家たちは、その小さな店に足繁く通った。同年7月には、若井と合同して「若井・林商会」を作った。若井が日本で厳選した工芸品をパリに送り、ヨーロッパ各地で行動的に販売する林によって商売は順調に伸び、1886年（明治19年）には大きなアパルトマンに移った。同年、若井から完全に独立、「林商会」を開いた。だが同じ頃、日本商社のパリ支店は次々に店を閉じた。その理由は、彼らが「ヨーロッパの客が日本美術の何を求めているか」を知らなかったからである。林のパリの店舗も1891年（明治24年）には門を閉め、大金持ちの客のみを相手にするようになっていた。

## 浮世絵と林忠正
喜多川歌麿や鳥居清長などの絶頂期の浮世絵がパリに現れたのは、1883年（明治16年）後半頃と推察される。その頃まで「日本美術」とは主に工芸品のことであり、浮世絵は印象派の画家や少数の愛好家だけのものであった。その浮世絵も肉筆画や挿絵本、葛飾北斎の作品、そして幕末期の“戦記物”“化物”などの芸術性の乏しい浮世絵が中心であった。だが、日本を知る人々は、時代を遡る優れた作品がまだ日本に眠っている筈と信じて、華麗な錦絵を探し出し、パリに送った。初めて見る絶頂期の浮世絵にパリの人々は驚喜した。だが日本では浮世絵は卑しいものとされ、町の浮世絵店でも、歌麿や清長の艶やか浮世絵など存在さえ知らなかった。林も主に工芸品を扱っており、浮世絵に重きを置かなかった。だが、優れた工芸品が次第に少なくなり、浮世絵の販売に転じたのは1889年（明治22年）頃だった。若井との協同も解いて日本に本店を移し、何人もの専門家を置いて優れた浮世絵を探らせた。早くから浮世絵を扱っていた日本美術商のサミュエル・ビングは、1888年（明治21年）頃から度々浮世絵展を開き、浮世絵に夢中になっていた富豪たちを浮世絵コレクション作りに狂奔させた。浮世絵の価格は高騰し、「日本美術イコール浮世絵」という時代が始まったのである。約10年に亘って販売された浮世絵は、錦絵16万枚、絵本1万冊と言われている。
1902年（明治25年）、パリに残した林のコレクションはサミュエル･ビングによって売りたてられ、そのうち浮世絵版画は約1800点に上り、写楽だけでも24点があった。
林が取り扱った浮世絵は優れた作品が多い。それらの浮世絵には「林忠正」の小印が捺され、現在でもその作品の価値を保証するものとされている。彼は「浮世絵を卑しんで、その芸術性を認めないならば、日本から浮世絵は失われてしまうだろう」と日本人に警告している。そして、どれほど金を積まれても優れた作品は手放さず、自分のコレクションとして日本に持ち帰った。だが、林の死後、浮世絵に高い値がついて日本に戻ってきたとき、人々は「浮世絵を流失させた国賊」と林を売国奴として罵った。だが、彼ほど浮世絵の卓越した芸術性を知り、200年にわたる日本版画のすべてを守った者はいない。近年では「世界に浮世絵を広めた功労者」として評価が変わりつつある。

## 印象派と林忠正
林が印象派のコレクションを作り始めたのは1890年（明治23年）頃からである。まだ貧しかった印象派の画家から、浮世絵の代金代りに受け取った作品が手元に溜まって、祖国の若い画家たちのためにコレクションを作ろうと思い立った。
1870年代当時、初めて印象派の作品を見たパリの人々は、「狂人の絵」とまで酷評した。パリの保守的な市民は、伝統的な絵画とはあまりにも異質な色彩や構成、その画題に肝を潰した。1890年代に入って、クロード・モネやエドガー・ドガなどの作品は高値で売れ始めたが、保守的な人々は容易に認めなかった。印象派の画家たちと親しかった林は、彼らの絵画を理解し、彼らを経済的にも援助した。貧困のうちに死亡したアルフレッド・シスレーの遺族を救うために、700フランもの拠金をしている。
当時、パリに留学していた日本人画家は、印象派の改革運動も知らず、関心も持っていなかった。日本に西洋画が採り入れられて日も浅く、まして西洋画排斥の激しい逆風の中で、西洋画の古い技法を学ぶのが精一杯であった。帰国後も、印象派が否定した茶褐色の古い西洋画や、和洋折衷の絵を描いていた。
1893年（明治26年）頃から、林は帰国する度に参考品として印象派の作品を展示していたが、見向きもされなかった。新しい絵画の担い手にしようと、もともとはフランスで司法を学んでいた黒田清輝を絵の道に転向させたのは林である。後に「日本の印象派」と呼ばれた黒田も、印象派を真に理解していたとは言えない。林は病のために、計画していた美術館建設を断念した時、誰かが実現してくれるよう遺言を残している。しかし、1913年（大正2年）、アメリカ合衆国で競売に付された林コレクションは、理解もされないまま林の夢とともに散逸した。黒田もまた、手を貸すことはなかった。

## 万国博覧会と林忠正
明治政府は貴重な貿易の機会である万博に熱意を持たなかった。だが林は最後まで万博に関わった。国の政策を批判しながらも、種目別の博覧会にも個人で参加した。1900年パリ万国博覧会は、日清戦争に勝利した日本にとって重要な博覧会だった。パリに強い基盤を持ち、博覧会の経験も多い林は、伊藤博文や西園寺公望、有栖川宮などの推挙によって、博覧会事務官長に抜擢された。本来であれば農商務省の次官が就くべき地位に、一介の商人が就任したことに人々は驚き、嫉妬の混じった悪口を浴びせた。しかし、それまでの事務官長と違い、林は自ら陣頭に立って職務をこなした。そして事務官長の報酬は一切受け取らなかった。また、美術商としての仕事も止めていた。その代わり、彼は全権をほぼ任せることを要求、かねてからの念願を実現させた。1000年にわたる日本美術の総体を「日本古美術展」として万博会場に展示した。宮中の重要美術品も借り受けることにし、懸念する明治天皇に失われた場合は自身も死ぬと言ったという。国宝級の美術品を、1月半もかかる船便で送る危険を冒して、日本の芸術・文化を世界に顕示したかったのである。それは欧州に日本美術の魅力を伝えた。しかし、博覧会の終了後、林と出品人との間に大きな諍いが起きた。万博終了後、出品人は売れ残った品を投げ売りして帰国するのが慣例だった。それは開催国の商人に大きな損害を与え、日本商人の商道徳のなさを各国から指弾されていた。その非難を受け止めた林は、「世界の商法に従え」と投げ売りを絶対に許さなかった。「自国民の利益を護らない売国奴」「国賊」の悪罵は近年まで残った。

## 林忠正の交遊
30年にも及ぶパリを中心とした仕事の中で、林は世界中に友情を培った。日本人らしい濃やかな心情、巧みなフランス語の話術は、信頼と友情を尊敬にまで高めた。またルイ・ゴンスや、「ジャポニスム」の用語を作ったフィリップ・ビュルティ (Philippe Burty) など多くの研究者を助けることで、彼らからの援護も得ている。エドモン・ド・ゴンクールの晩年の2つの著作『歌麿』『北斎』は、林の助けによって刊行された。世界中を旅しながら、各地の港から資料を送り続け、船中で構想を練った。難しい日本語を懸命に翻訳、口述している林の姿を、ゴンクールは日記に書き留めている。以下の証言は、その交流の一例である。
ドイツのフライブルク大学教授エルンスト・グロッセとの交遊は、林の死後まで続いた。帰国の時、グロッセから受けた数々の援助に対して、もはや報いる力を失った林は遺書の中で、自分のコレクションの中から、グロッセの意のままに美術品を選ばせ、低い値段で譲ることを妻に命じた。来日したグロッセは700点もの工芸品を選び、2万円余の値段で譲り受けた。ベルリン東洋美術館は、この友情によって誕生した。
在留日本人も少ないパリに独り生きた林は、世界を巡り、美術品を売り捌きながら日本を紹介した。その世界的な視野を以って、祖国の近代化にも力を尽くした。しかし、悪口雑言は残っていても、林忠正を知る人も、真に理解する人も少ない。彼の仕事は「浮世絵を世界に紹介し、印象派の作品を初めて日本にもたらした」だけではない。19世紀末のパリの華やかな時代と同時代の、決して“明るくなどない明治”を知る上でも、常に「世界の中の日本」を見据えて、日本の真価を守った林忠正の識見は貴重なものであろう。

## 没後ほか
墓は金沢八景にある。日本では紙屑で巨利を得たと評されたり、1920年代に浮世絵が再評価されると逆に日本の美術を流出させたとの捉え方もされるようになって、国賊呼ばわりもされたため、子孫はかなり後まで林忠正の子孫だと名乗りにくかったという。林の没後、その美術コレクションは子供たちの失敗した事業の清算もあり、数度に分けられ売却処分され日本国外等へ流出、また蔵書もバラバラに処分された。目録は「林忠正蔵書売立目録」（『反町茂雄収集古書販売目録精選集 第3巻 昭和3年1月 - 4年11月』 柴田光彦編、ゆまに書房（復刻版）、2000年）を始めとして、多く遺されている。1980年代以降に、林忠正への研究著述が本格化した。
美術史家・児島喜久雄は晩年に執筆した回想で、白樺派の同人として、林コレクションの一端しか知り得ず、本格的に調査できなかったことを悔やんでいる
なおパリでの林の活動は、由水常雄『ジャポニスムからアール・ヌーヴォーヘ』（美術公論社、のち中公文庫）、鹿島茂『パリの日本人』（新潮選書、のち中公文庫）、各「林忠正」の章で紹介されている。
帰国後のコレクションによる美術館の構想は、中野明『幻の五大美術館と明治の実業家たち』-「第5章 美術商　林忠正と東京銀座「近代西洋美術館」」（祥伝社新書、2015年）に詳しい。なお姉妹編に『流出した日本美術の至宝』（筑摩選書、2018年）がある。

## 林忠正の旧蔵品

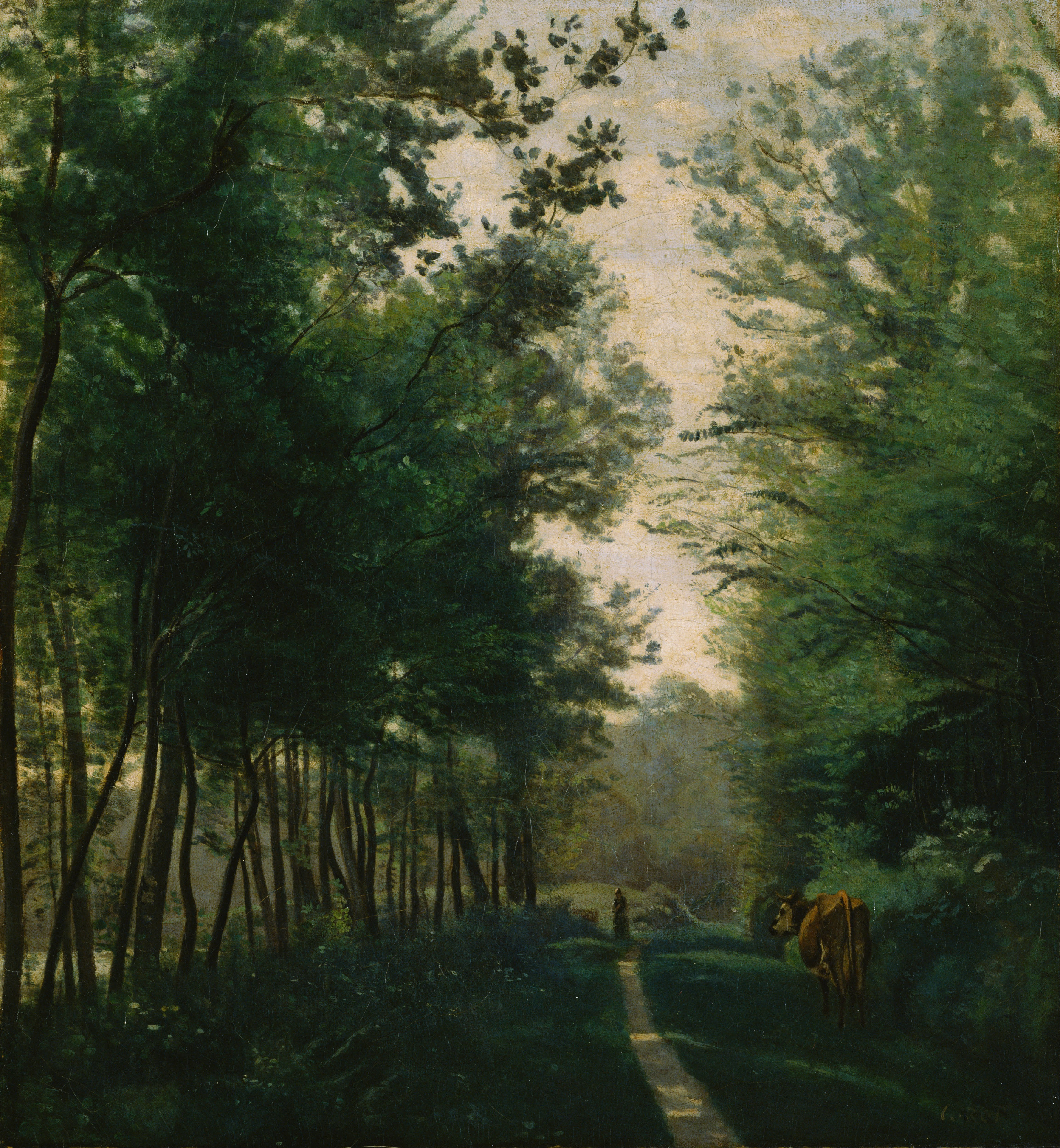
カミーユ・コロー 『ヴィル・ダヴレー』1835 - 40年 ブリヂストン美術館蔵
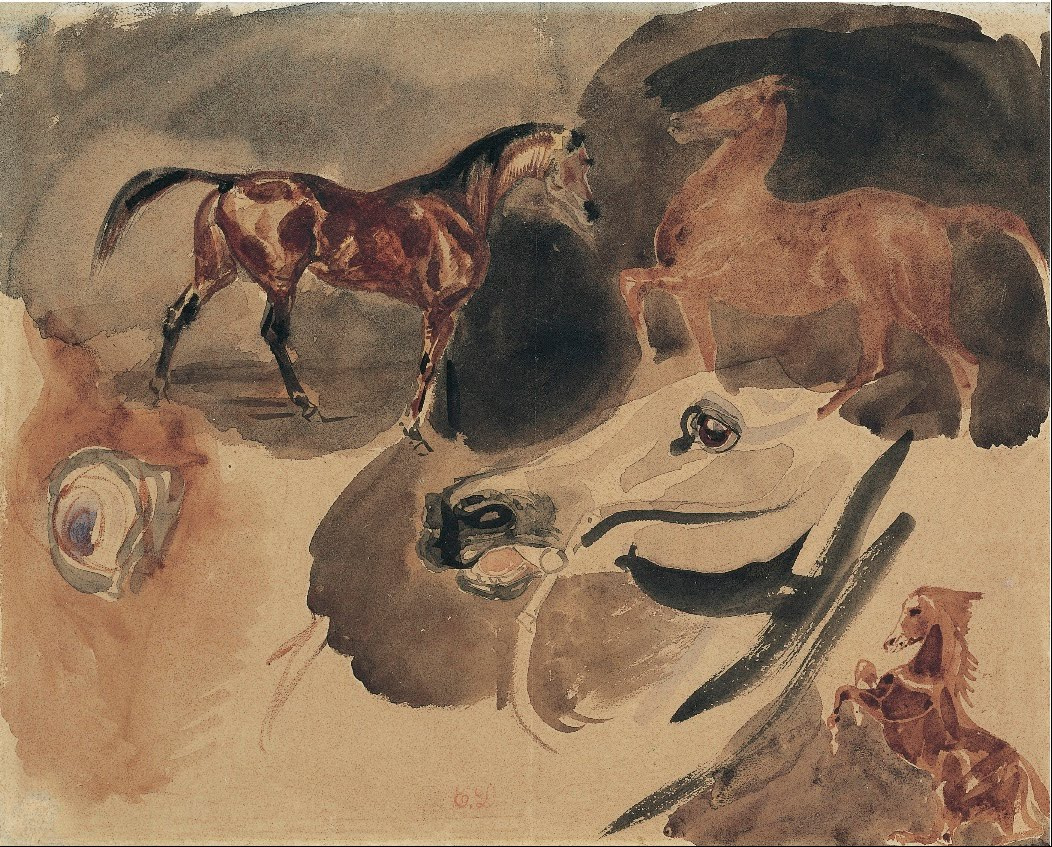
ウジェーヌ・ドラクロワ 『馬の習作』（水彩）ブリヂストン美術館蔵

上記2作品は、日本にある西洋絵画のうちもっとも早い時期に収集されたもので、コローは1891年、ドラクロワは1892年に林忠正がパリの画商アルフォンス・ポルティエから購入した。林はコローの作品を好み、『ヴィル・ダヴレー』はお気に入りの作品だった。1905年（明治38年）に帰国した時、新橋にあった自宅の洋館の一室を「コローの間」と称し、コローの作品3点と、クールベの作品を飾ったという。これらや同じくブリヂストン美術館蔵のマネの素描「裸婦像」は、同人の収集品の多くが散逸したなかで、珍しく日本に残ったものである。他に前田育徳会にも、1910年明治天皇の行幸に際して洋館の室内装飾のため購入した林旧蔵の、ウジェーヌ・ブーダン『洗濯婦図』やジャン＝レオン・ジェローム『アラビア人に馬』、ラファエル・コラン『緑野に三美人』などを所蔵し、東京国立博物館には遺族が寄贈したポール・ルヌアールのデッサン197点・油彩画1点を所蔵している。

## 栄典
- 1900年（明治33年）3月20日 - 従五位[12]
- 1901年（明治34年）10月21日 - 勲四等旭日小綬章[13]

## テレビ番組
- 越中人譚 時代の冒険者たち〔2〕 世界を駆け抜けた美術商 林忠正（2007年5月6日、チューリップテレビ）[14]。
- サンドウィッチマン&芦田愛菜の博士ちゃん 海外に葛飾北斎を売りさばいた“幕末の黒い美術商”林忠正「国賊」から「日本美術界の救世主」に評価が一変した理由（2024年1月3日、テレビ朝日）[15]。
- 大追跡グローバルヒストリー File03 フランス 浮世絵ブームを仕掛けた謎の美術商（2025年4月28日、NHK総合）[16]。
- 先人たちの底力 知恵泉 不屈の美術商 林忠正 “国賊”と呼ばれて（2025年5月13日、NHKEテレ）[17]。

## 関連著作
資料
- 『林忠正コレクション』全5巻、木々康子監修（ゆまに書房、2000年）
写真図版多数、馬淵明子、山梨絵美子、小山ブリジット解説（最終巻）
- 『林忠正宛書簡・フランス語原文』 東京文化財研究所編、国書刊行会、2001年
- 『林忠正宛書簡・資料集』 信山社出版、2003年。木々康子編・高頭麻子訳／馬淵明子、山梨絵美子、小山ブリジット解説
※木々康子は林の義孫、高頭麻子（娘）は林の曾孫
- 『林忠正 ジャポニスムと文化交流 林忠正国際シンポジウム』 同実行委員会編、ブリュッケ〈日本女子大学叢書3〉、2007年
- 『林忠正等書簡 （翻刻）』 太田久夫・仁ケ竹亮介編、桂書房、2022年3月。資料
- 『美術商・林忠正の軌跡1853-1906――19世紀末パリと明治日本とに引き裂かれて』 木々康子・高頭麻子編著（藤原書店、2022年12月）

伝記
- 木々康子 『林忠正とその時代 世紀末のパリと日本美術』 筑摩書房、1987年
- 木々康子 『林忠正 浮世絵を越えて日本美術のすべてを』 ミネルヴァ書房〈日本評伝選〉、2009年

単行本
- 定塚武敏 『画商林忠正』 北日本出版社、1972年。限定判
- 定塚武敏 『海を渡る浮世絵』 美術公論社、1981年
- 小山ブリジット 『夢見た日本 エドモン・ド・ゴンクールと林忠正』 高頭麻子・三宅京子訳、平凡社、2006年
- 木々康子 『春画と印象派 "春画を売った国賊"林忠正をめぐって』 筑摩書房、2015年
- 神山典士 『海渡る北斎　「波の伊八」と19世紀末のインフルエンサー林忠正』冨山房インターナショナル、2023年。蟹江杏・絵、児童向け

展覧会図録
- 『フランス絵画と浮世絵─東西文化の架け橋 林忠正の眼 展』読売新聞社、1996年
実行委員会編、美術館連絡協議会（高岡市美術館 ふくやま美術館 茨城県近代美術館）

小説
- 木々康子 『蒼龍の系譜』筑摩書房、1976年
- 木々康子 『陽が昇るとき』筑摩書房、1984年
- 原田マハ 『たゆたえども沈まず』幻冬舎、2017年／幻冬舎文庫、2020年